# ورزشگاه لا روماردا
 ورزشگاه لا روماردا  (به اسپانیایی: La Romareda) ورزشگاهی در شهر ساراگوسا در کشور اسپانیا است.
بازی‌های خانگی رئال ساراگوسا در این ورزشگاه برگزار می‌شود.